# Santa Clara County
Santa Clara County ist ein County im Bundesstaat Kalifornien der Vereinigten Staaten. Der Verwaltungssitz (County Seat) ist in San José.

## Geographie

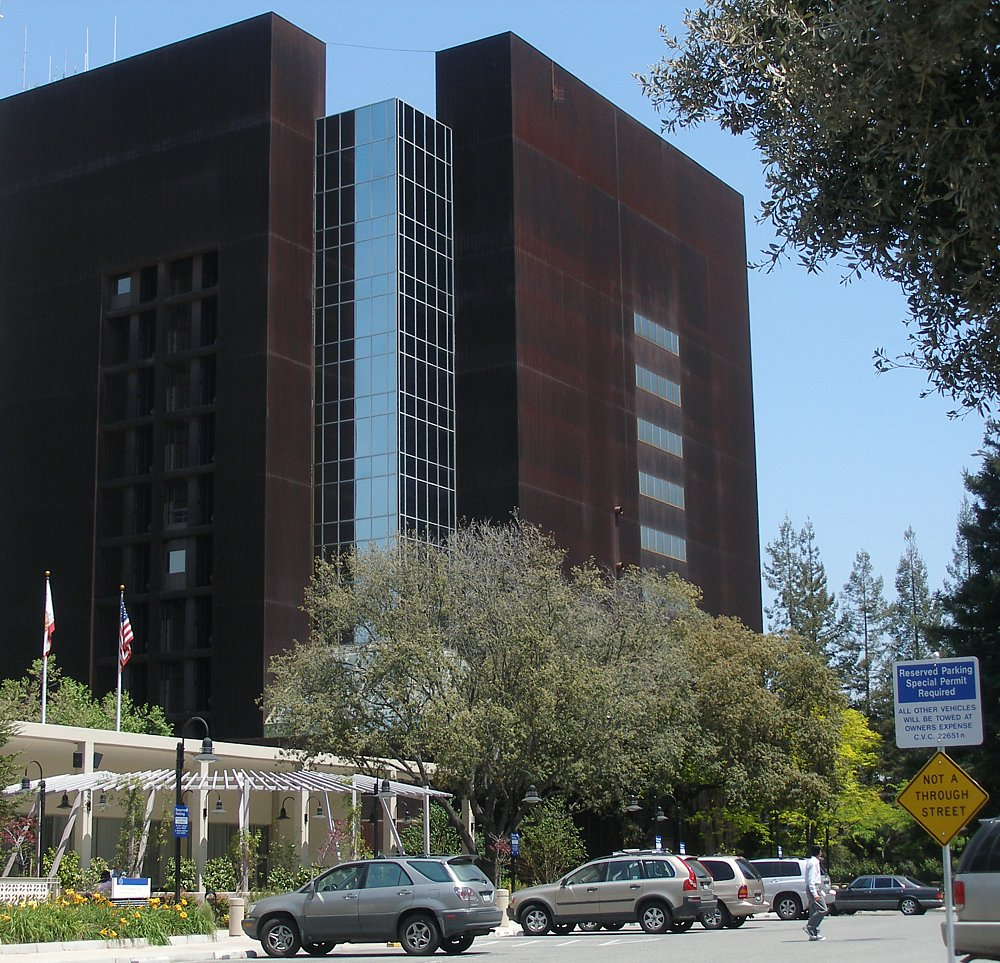
Santa Clara Government Center in San José

Das County grenzt im Nordwesten an das San Mateo County, gelegen in der San Francisco Bay Area. Im Santa Clara County liegt das so genannte Silicon Valley sowie das dazugehörige Santa Clara Valley. Dieses ist insbesondere durch seine zahlreichen Agrarkulturen bekannt, wie beispielsweise Äpfel, Mais und Zitrusfrüchte die auch eine erhebliche Rolle in der regionalen Wirtschaft spielen. Auch der Anbau von Weinreben ist von zentraler Bedeutung für die Gegend.
Die San-Andreas-Verwerfung zieht sich durch die Santa Cruz Mountains im Süden des Countys.

## Geschichte
Santa Clara County war eines der ersten Countys in Kalifornien und wurde 1850 gegründet. Teile des County-Gebietes wurden 1853 an das Alameda County abgegeben. Benannt wurde es nach der Mission Santa Clara de Asis, die hier 1777 errichtet worden war. Die Mission benannte sich nach der Heiligen Klara von Assisi.
Im Santa Clara County liegen 6 National Historic Landmarks. Insgesamt sind 105 Bauwerke und Stätten des Countys im National Register of Historic Places eingetragen.

## Demografische Daten

Alterspyramide des Santa Clara Countys (Stand: 2000)

Nach der Volkszählung im Jahr 2000 lebten im Santa Clara County 1.682.585 Menschen. Es gab 565.863 Haushalte und 395.538 Familien. Die Bevölkerungsdichte betrug 503 Einwohner pro Quadratkilometer. Ethnisch betrachtet setzte sich die Bevölkerung zusammen aus 53,83 % Weißen, 2,80 % Afroamerikanern, 0,67 % amerikanischen Ureinwohnern, 25,56 % Asiaten, 0,34 % Bewohnern aus dem pazifischen Inselraum und 12,13 % aus anderen ethnischen Gruppen; 4,66 % stammten von zwei oder mehr ethnischen Gruppen ab. 23,98 % der Bevölkerung waren spanischer oder lateinamerikanischer Abstammung.
Von den 565.863 Haushalten hatten 34,90 % Kinder und Jugendliche unter 18 Jahre, die bei ihnen lebten. 54,90 % waren verheiratete, zusammenlebende Paare, 10,00 % waren allein erziehende Mütter. 30,10 % waren keine Familien. 21,40 % waren Singlehaushalte und in 5,90 % lebten Menschen im Alter von 65 Jahren oder darüber. Die Durchschnittshaushaltsgröße betrug 2,92 und die durchschnittliche Familiengröße lag bei 3,41 Personen.
Auf das gesamte County bezogen setzte sich die Bevölkerung zusammen aus 24,70 % Einwohnern unter 18 Jahren, 9,30 % zwischen 18 und 24 Jahren, 35,40 % zwischen 25 und 44 Jahren, 21,00 % zwischen 45 und 64 Jahren und 9,50 % waren 65 Jahre alt oder darüber. Das Durchschnittsalter betrug 34 Jahre. Auf 100 weibliche Personen kamen 102,80 männliche Personen, auf 100 Frauen im Alter ab 18 Jahren kamen statistisch 101,90 Männer.
Das jährliche Durchschnittseinkommen eines Haushalts betrug 74.335 USD, das Durchschnittseinkommen der Familien betrug 81.717 USD. Männer hatten ein Durchschnittseinkommen von 56.240 USD, Frauen 40.574 USD. Das Prokopfeinkommen betrug 32.795 USD. 7,50 % Prozent der Bevölkerung und 4,90 % der Familien lebten unterhalb der Armutsgrenze. 8,40 % davon waren unter 18 Jahre und 6,40 % waren 65 Jahre oder älter.

## Orte im County

### Citys
- Campbell
- Cupertino
- Gilroy
- Los Altos
- Milpitas
- Monte Sereno
- Morgan Hill
- Mountain View
- Palo Alto
- San Jose (County Seat)
- Santa Clara
- Saratoga
- Sunnyvale

### Towns
- Los Altos Hills
- Los Gatos

### CDPs
- Alum Rock
- Burbank
- Cambrian Park
- East Foothills
- Fruitdale
- Lexington Hills
- Loyola
- San Martin
- Stanford